# Latata
"Latata" é uma canção do grupo feminino sul-coreano (G)I-DLE, lançado como single de I Am. "Latata" foi lançado por Cube Entertainment em 2 de maio de 2018, juntamente com o álbum. Foi escrito por Jeon So-yeon, um membro do grupo, que também produziu a música com Big Sancho. As promoções da música resultaram no primeiro troféu de (G)I-DLE no The Show da SBS MTV em 22 de maio de 2018. A música também marcou outra vitória em M! Countdown de Mnet.

## Desempenho comercial
"Latata" não pôde entrar no Gaon Digital Chart em sua primeira semana, mas entrou no Download Chart em 68º lugar, alcançando a oitava posição uma semana depois. Em sua segunda semana, a música estreou no número 35 na Gaon Digital Chart como uma música "quente" e chegou ao número 16 duas semanas depois. Também entrou na posição 66 do Streaming Chart e alcançou a vigésima terceira posição na semana seguinte. "Latata" ficou em sexto lugar no Gaon Social Chart e subiu três lugares uma semana depois.
Nos Estados Unidos, a música entrou na lista da Billboard World Digital Songs na 11ª posição, mas acabou se colocando na quarta posição na semana seguinte, vendendo 1.000 cópias, tornando-se a música K-pop mais vendida da semana. a partir de 10 de maio.

## Paradas
| Parada (2018)                 | Melhor posição |
| ----------------------------- | -------------- |
| Gaon Digital Chart            | 16             |
| Billboard World Digital Songs | 4              |

## Prêmios de programas musicais

#### The Show
| Ano  | Data       | Ref          |
| ---- | ---------- | ------------ |
| 2018 | 22 de maio | [ 1 ] [ 11 ] |
| 2018 | 29 de maio | [ 1 ] [ 11 ] |

#### M! Countdown
| Ano  | Data       | Ref   |
| ---- | ---------- | ----- |
| 2018 | 24 de maio | [ 2 ] |